# Olios pyrozonis
Olios pyrozonis är en spindelart som först beskrevs av Pocock 1901.  Olios pyrozonis ingår i släktet Olios och familjen jättekrabbspindlar. Inga underarter finns listade i Catalogue of Life.